# FESTin 2023
Das FESTin 2023 war die 14. Ausgabe des FESTin-Filmfestivals (offiziell: FESTin – Festival de Cinema Itinerante da Língua Portuguesa, zu deutsch: Wanderndes Filmfestival der portugiesischen Sprache), ein jährliches Filmfestival für Filme des portugiesischen Sprachraums.
Es lief vom 29. Juni bis zum 7. Juli 2023 in Lissabon, im Kino Cinema São Jorge als Hauptspielort und weitere Vorführungen im Cinema Ideal und im Fórum Lisboa, dazu Kurzfilmvorführungen im Cine Incrível in Almada, am anderen Ufer des Tejo gegenüber Lissabon. Fast 40 Filme aus Portugal, Brasilien, Osttimor, Mosambik, Kap Verde und Guinea-Bissau wurden gezeigt, dazu gab es die traditionellen Filmreihen zum brasilianischen Kino (Mostra Cinema Brasileiro) und zum Kinder- und Jugendfilm (FESTinha), und zusätzlich eine Wiederauflage der Reihe Diferentes Sotaques da Lusofonia (dt.: verschiedene Akzente der Lusophonie). 
Das Conexões FESTin, das Treffen von Filmschaffenden und Filminstitutionen aus portugiesischsprachigen Ländern, fand ebenfalls wieder im Rahmen des Festivals statt.
Der wandernde Teil des FESTin 2023 fand im September 2023 in Kap Verde und in Mosambik statt, und im Oktober 2023 in Brasilien (Ceará und in Rio de Janeiro).

## Preisträger
- Langfilm:
  - Bester Spielfilm (Prémio Pessoa): Noites Alienígenas (Brasilien, Regie: Sérgio de Carvalho)
    - Nennung ehrenhalber: Fogaréu (Brasilien, Regie: Flávia Neves)
    - Publikumspreis: Fogaréu (Brasilien, Regie: Flávia Neves)

  - Beste Regie (Prémio Pessoa): Flávia Neves (für Fogaréu, Brasilien)
  - Beste Schauspielerin (Prémio Pessoa): Carolina  Torres (für Barranco do Inferno, Portugal)
  - Bester Schauspieler (Prémio Pessoa): Chico Diaz (für Noites Alienígenas, Brasilien)

- Dokumentarfilm:
  - Bester Dokumentarfilm (Prémio Pessoa): Uma Halibur Hamutuk – A casa que nos une (Osttimor/Portugal, Regie: Ricardo Dias)
    - Nennung ehrenhalber: Kobra Auto-retrato (Brasilien, Regie: Lina Chamie)
    - Publikumspreis: Lupicínio: Confissões de um Sofredor (Brasilien, Regie: Alfredo Manevy)

- Kurzfilm:
  - Bester Kurzfilm (Prémio Pessoa): Monte Clérigo (Portugal, Regie: Luís Campos)
    - Nennung ehrenhalber: Caiçara (Brasilien, Regie: Oskar Metsavaht)
    - Publikumspreis: Flor de Laranjeira (Portugal, Regie: Rúben Sevivas)